# Edgar Proebster
Edgar Proebster (né le 14 juillet 1879 à Neustadt an der Orla et mort le 18 avril 1942 à Leipzig) était un diplomate et orientaliste allemand. Il a enseigné à l'Université de Leipzig.

## Biographie
Fils d'un industriel, il a fréquenté le lycée de Weimar. De 1898 à 1904, il entame des études orientales et de droit à Iéna, Munich, Berlin et Leipzig (entre autres avec August Fischer). En 1903, il obtient son doctorat à Leipzig et réussit l'examen d'interprétation au séminaire de Berlin pour les langues orientales. En 1904, il réussit le premier examen d'État en droit.
En 1905, il entre dans la diplomatie, d'abord comme interprète au Maroc. En 1910, il était drogman (traducteur) au consulat allemand de Fès ; de 1911 à 1914, il est chef du consulat. Pendant la Première Guerre mondiale, Proebster a travaillé comme agent secret en Afrique du Nord. Au début de la Grande Guerre, il est fait prisonnier par les Français et jugé en cour martiale en décembre 1914, mais est libéré en échange du consul de France à Nuremberg. Il a été transféré à l'ambassade d'Allemagne à Constantinople. Parfois, il était aussi employé à Berlin. 

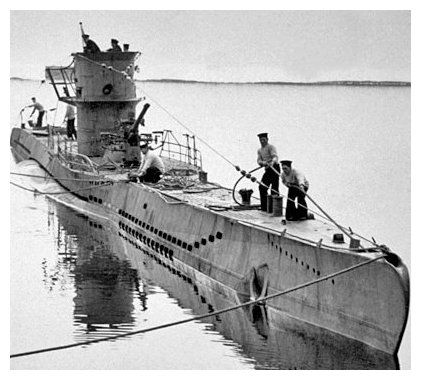
Un sous-marin allemand de la Première Guerre mondiale

En novembre 1915, Proebster effectua une mission pour les services secrets. Dans un sous-marin, l'U 38, il partit de Kotor pour la Cyrénaïque afin de porter assistance à Sidi Ahmed Chérif al-Sanoussi dans la guerre contre la France.

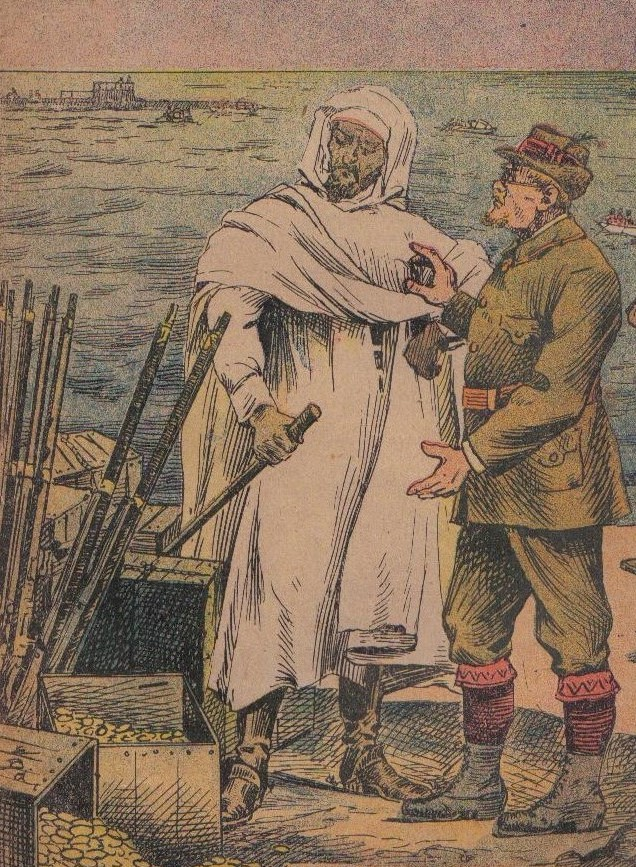
Mission de livraison d'armes à El Hiba (octobre 1916)

Un an plus tard, en octobre 1916, un sous-marin UC-20 l'a amené d'Heligoland au sud du Maroc, à l'embouchure de l'oued Dra où il rencontra les émissaires du « Sultan bleu », Moulay Ahmed el Hiba, sultan des tribus du Souss, pour leur apporter des armes pour se battre  contre la puissance coloniale française. Proebster avait avec lui un tirailleur marocain, capturé sur le front de France, Larbi ben Ahmed, originaire d'Ighboula (région de Tiznit), qui devait lui servir de guide durant cette mission. L'officier français de Tiznit, le « capitaine chleuh » (Léopold Justinard) envoya ses informateurs à sa poursuite pour le contrer et tenter de l'enlever. De plus, la marine française faisait bonne garde et empêcha tout débarquement des armes transportés dans le sous-marin. Proebster a finalement fuit pour Cap Juby (Tarfaya), alors poste espagnol, où il embarqua pour les îles Canaries puis l'Espagne où il fut interné un temps. En 1919, il retourne en Allemagne.
Après la guerre, il commence à donner des cours aux  études orientales à Leipzig en novembre 1919 et s'occupe principalement des colonies françaises. Dans la République de Weimar, il a été membre du Parti populaire national allemand, parti anti-républicain, de 1924 à 1932. Il rejoint la DMG avant 1931. En 1931, il reçut son habilitation à la culture et à l'histoire islamiques à Leipzig. La même année, il était membre du conseil d'administration de la Société allemande d'études islamiques . De 1931 à 1939, il est professeur particulier de culture et de langue islamiques à l'Université de Leipzig. En 1933, le ministère des Affaires étrangères l'a libéré avec le grade de vice-consul. En novembre 1933, il signe la déclaration des professeurs en faveur d'Adolf Hitler. De 1936 à 1939, il a occupé une chaire extraordinaire d'études nationales arabes à l'université étrangère de l'Université de Berlin.
Proebster a été actif dans la politique coloniale à l'époque nazie. Il a été chargé de cours à propos des « Questions coloniales » au « Bureau principal pour la maintenance de la littérature du NSDAP », dirigé par Hans Hagemeyer. En outre, il était employé du groupe de recherche juridique coloniale du département de politique coloniale du Conseil de recherche du Reich, fondé en 1941. Dans un article de 1938 sur l'Afrique du Nord, il rapporte que les « indigènes dans le besoin […] sont assez souvent victimes d'usuriers juifs et autres ».